# AEG G.II
AEG G.II – niemiecki samolot bombowy w układzie dwupłatu z okresu I wojny światowej, zaprojektowany i zbudowany w wytwórni Allgemeine Elektricitäts-Gesellschaft (AEG) w Berlinie. Wyprodukowana w liczbie 27 egzemplarzy maszyna służyła w Luftstreitkräfte do połowy 1917 roku, zastąpiona przez ulepszony model G.III.

## Historia

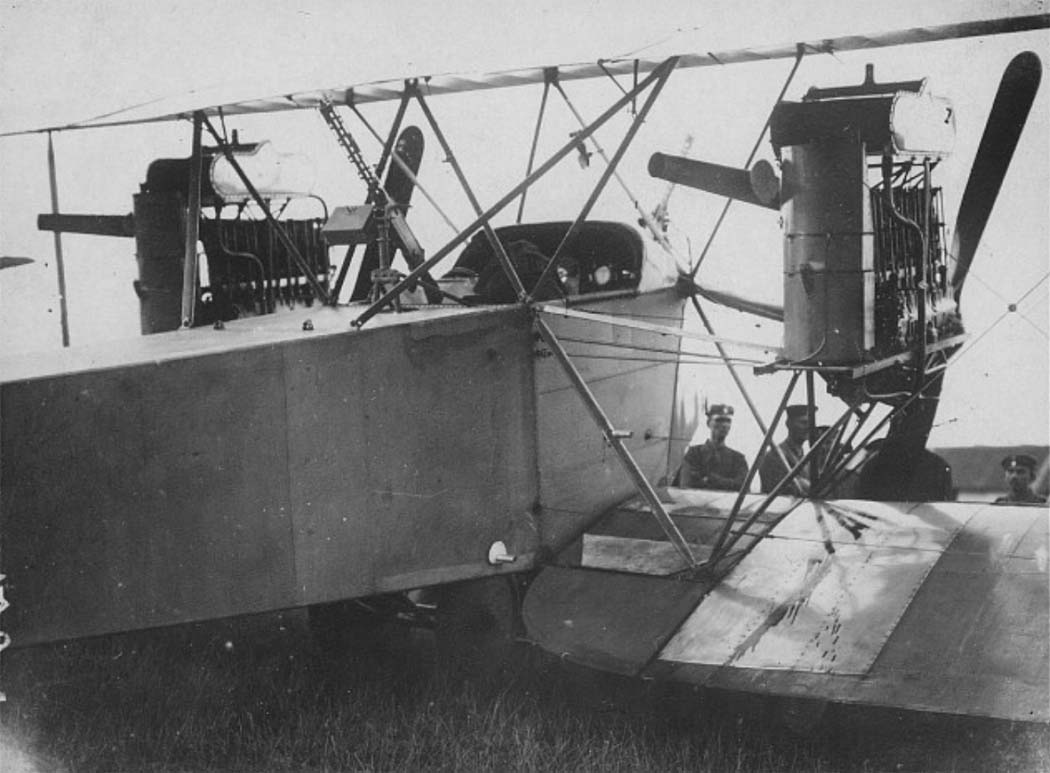
Centralna część AEG G.II

Jeszcze przed próbami operacyjnymi pierwszego skonstruowanego przez Allgemeine Elektricitäts-Gesellschaft (AEG) samolotu bombowego AEG G.I, 1 kwietnia 1915 roku Inspektion der Fliegertruppen (Idflieg) zamówiło sześć samolotów ulepszonego typu nazwanego AEG G.II (o oznaczeniu fabrycznym GZ2). Wymagania dowództwa obejmowały: napęd o większej mocy w postaci dwóch silników Benz Bz.III o mocy 112 kW (150 KM) każdy, co najmniej dwuosobową załogę z trzema siedzeniami, uzbrojenie obronne miał stanowić jeden karabin maszynowy, ładunek bomb o wagomiarze 200 kg i opancerzenie o masie 150 kg (płyty przednia i boczne o grubości 2,3 mm i dolna o grubości 1,5 mm). Dodatkowo samolot w przypadku awarii napędu miał mieć możliwość kontynuacji lotu po prostej z jednym silnikiem pracującym na pełnej mocy, co wymagało powiększenia i zmiany konstrukcji usterzenia.
6 maja 1915 roku Idflieg zamówił kolejnych 12 egzemplarzy G.II, a w tym miesiącu ukończono pierwsze dwie maszyny z pierwszej serii produkcyjnej. Ogółem wyprodukowano 27 egzemplarzy typu AEG G.II, zastąpionego na liniach produkcyjnych w maju 1916 roku przez ulepszony model G.III.

## Użycie
Pierwsze maszyny AEG G.II weszły do służby w Luftstreitkräfte w czerwcu 1916 roku. Największą ich liczbę na froncie zachodnim zanotowano w grudniu tego roku (13 egzemplarzy). Początkowo próbowano je wykorzystywać jako „powietrzne krążowniki” (klasy Kampfflugzeug), zarówno do eskortowania jednosilnikowych samolotów rozpoznawczych i bombowych, jak i do ataków na samoloty wroga. W wyniku doświadczeń bojowych pierwsze sześć egzemplarzy (o numerach G.2/15 – G.7/15) zostało gruntownie zmodyfikowanych w różny sposób, przez co nie było dwóch identycznych samolotów. M.in. niektóre maszyny zostały wyposażone w potrójne stery kierunku, co stało się później standardem od drugiej partii produkcyjnej (samoloty o numerach G.19/15 – G.30/15); w kilku egzemplarzach usunięto również opancerzenie przedniej części kadłuba oraz dodano dwa grawitacyjne zbiorniki paliwa i zamontowano dodatkowe zbiorniki oleju. Mimo powiększenia zestawu uzbrojenia o dodatkowe karabiny maszynowe szybko okazało się, że koncepcja wielosilnikowego Kampfflugzeug okazała się porażką, gdyż był on zbyt wolny i mało zwrotny, aby walczyć z szybszymi i zwrotniejszymi samolotami przeciwnika. AEG G.II zaczęto używać więc do zadań bombowych, w których były znacznie skuteczniejsze. Samoloty tego typu znalazły się na wyposażeniu m.in. Feldflieger-Abteilung 1, Feldflieger-Abteilung 6, Feldflieger-Abteilung 22, Feldflieger-Abteilung 23 i Feldflieger-Abteilung 42. Bombowce AEG G.II prowadziły loty bojowe do czerwca 1917 roku. Na egzemplarzu o numerze G.5/15 latał późniejszy niemiecki as myśliwski Manfred von Richthofen.

## Opis konstrukcji i dane techniczne
AEG G.II był dwusilnikowym, trzymiejscowym dwupłatowym samolotem bombowym. Szkielet kadłuba, dźwigary skrzydeł i rozpórki międzyskrzydłowe wykonane były z rur stalowych i pokryte płótnem (z wyjątkiem przedniej części kadłuba pokrytej sklejką). Długość samolotu wynosiła 9,1 metra, a jego wysokość 3,15 metra. Rozpiętość górnego płata wynosiła 16,2 metra, dolnego 15,2 metra, a powierzchnia nośna 61 m². Cięciwa obu płatów wynosiła 2,2 metra, a odstęp między nimi miał 2,3 metra. Masa własna wynosiła 1450 kg, zaś masa całkowita (startowa) 2050 kg.
Napęd stanowiły dwa chłodzone cieczą 6-cylindrowe silniki rzędowe Benz Bz.III o mocy 112 kW (150 KM) każdy, napędzające śmigła w układzie ciągnącym. Prędkość maksymalna samolotu wynosiła 140 km/h. Maszyna osiągała wysokość 1000 metrów w czasie 11 minut. Pułap wynosił 3000 metrów, a długotrwałość lotu sześć godzin.
Uzbrojenie stanowiły dwa lub trzy ruchome karabiny maszynowe Parabellum LMG 14 oraz bomby o masie do 200 kg, przenoszone w podkadłubowych wyrzutnikach.